# Дугга

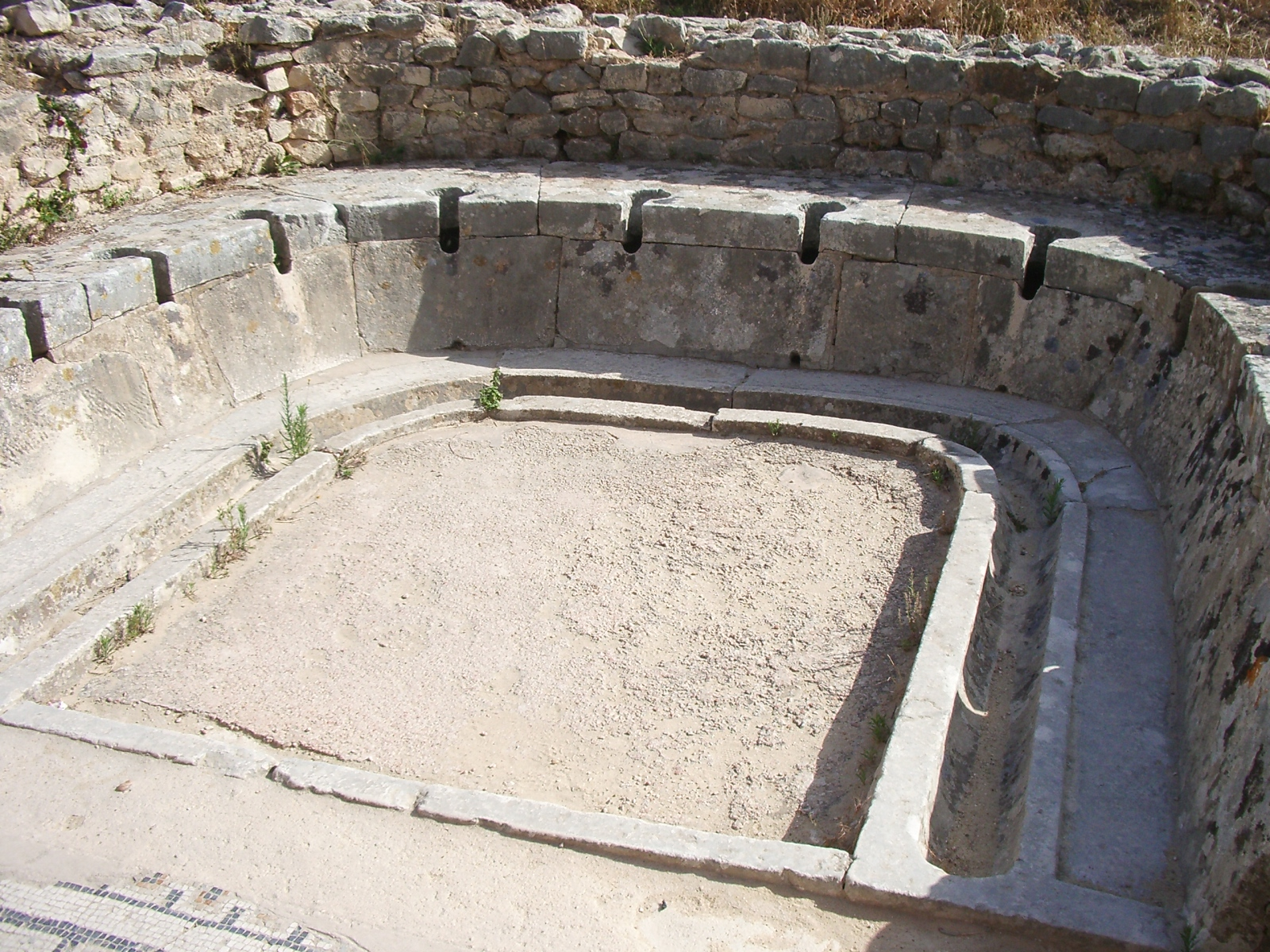
Общественный туалет в форме подковы

Ду́гга (фр. Dougga, араб. دڨة‎) — римские руины на севере Туниса, объект № 794 Всемирного наследия ЮНЕСКО, занимают площадь 65 га.
Первоначально Дугга была берберским поселением (название Дугга означает «пастбища»). Во II в. до н. э. Дугга стала столицей нумидийского правителя Масиниссы. В конце II в. до н. э. Дугга была захвачена римлянами.
Дугга пережила византийское правление, а затем была захвачена вандалами.
Хорошо сохранившийся театр, построенный около 168 до н. э., и сегодня используется во время проведения Фестиваля Дугги каждое лето.

## Достопримечательности
- Мавзолей Атебана — постройка пунической эпохи около 200 до н. э.
- Капитолий — руины храмов Юпитера, Юноны и Минервы. Ранее здесь находилась гигантская статуя Юпитера, сохранившиеся фрагменты которой находятся в музее Бардо в Тунисе
- Храм Сатурна[кат.] — перестроен из финикийского храма Баал-Хаммона.
- Храм Юноны Целесты — Храм Юноны Целесты (аналогу пунической богини Танит)
- Театр
- Триумфальная арка Септимия Севера
- Термы циклопов — особый интерес представляет общественный туалет в форме подковы
- Термы Лициния
- Трифолиум — руины публичного дома